# Typhlocyba epimiltia
Typhlocyba epimiltia är en insektsart som beskrevs av Walker 1851. Typhlocyba epimiltia ingår i släktet Typhlocyba och familjen dvärgstritar.
Artens utbredningsområde är Frankrike. Inga underarter finns listade i Catalogue of Life.